# لیل ماما
نیاتیا جسیکا کرکلند (به انگلیسی: Niatia Jessica Kirkland) معروف به لیل ماما (به انگلیسی: Lil Mama) (زاده ۴ اکتبر ۱۹۸۹ در نیویورک سیتی) یک رپر، خواننده، ترانه‌نویس رقاص، هنرپیشه، کارآفرین، spokesperson آمریکایی است

## دوران زندگی
لیل مام در منطقه هارلم، به دنیا آمد و در منطقه بروکلین بزرگ شد جایی که وی دبیرستان Edward R. Murrow تحصیل نمود. لیل مام در سال ۲۰۰۶ میلادری نخستین تراک صوتی خود را توسط شرکت Jive Records ارائه کرد.
در همان دوران مادرش دچار بیماری سرطان پستان می‌شود و در نهاین در پانزده دسامبر ۲۰۰۷ در می‌گذرد
این دوران سخت‌ترین دوران زندگی لیل ماما بود زیرا او مواجه شد بود با هشت برادر و یک خواهر و تنگ و فقر دستی حسابی او را آزار می‌داد
که او بلافاصله شروع به خواننده شدن کرد و بین رقصیدن و نیز شعر گویی هم کار می‌کرد.
وی با با همراهی تی-پین و کریس براون ترانه "Shawty Get Loose" را اجرا می‌کند که باعث شهرت وی شد
همین باعث شد که لیل ماما پله‌های ترقی خود را طی کند تا اینکه در مسابقه ام‌تی‌وی به عنوان بهترین تیم رقص America's Best Dance Crew که لیل ماما نقش قضاوت کننده زن این مسابقه را بر عهده داشت
از دیگر فعالیت هاش می‌توان در America's Next Top Model اشاره کرد